# Slesvigsk Parti
Slesvigsk Parti (tysk: Schleswigsche Partei) er et politisk parti, der blev dannet i 1920, og som repræsenterer det tyske mindretal i Nordslesvig (Sønderjylland) og Danmark i øvrigt.

## Folketingsvalg
Slesvigsk Parti var repræsenteret i Folketinget med et mandat fra 1920-39 og igen fra 1953-64. Mens Hans Schmidt var opstillet udenfor partierne ved valgene i 1950 og 1953 som repræsentant for mindretallet. Ved folketingsvalget den 22. september 1964 mistede partiet sit mandat. Det stillede også op til valgene i 1968 og 1971, men opnåede ikke valg. Ved valgene i 1973, 1975 og 1977 opstillede partiet kandidater på Centrum-Demokraternes liste i Sønderjylland. Det har ikke siden søgt at blive repræsenteret i Folketinget.
Som erstatning for pladsen i Folketinget nedsatte man fra 1965 Kontaktudvalget for det Tyske Mindretal med repræsentanter for mindretallet, regeringen og Folketinget. I 1988 blev sekretariatet for det tyske mindretal oprettet med kontor i København og finansieret af den danske stat.
Efter København-Bonn-erklæringerne af 1955 blev der indført en række gensidige undtagelser for mindretallenes partier på begge sider af grænsen. Ifølge §12 i folketingsvalgloven er "det tyske mindretals parti" fritaget for kravet om vælgererklæringer for at opstille til Folketinget. I modsætning til det danske mindretal i Sydslesvigs parti, Sydslesvigsk Vælgerforening, findes der ingen regel om at Slesvigsk Parti er undtaget fra spærregrænsen, da spærregrænsen kun gælder tillægsmandater (som fordeles ud fra landsresultatet), men det vil være muligt at få et kredsmandat i Sydjyllands Storkreds (tidligere Sønderjyllands Amtskreds) med færre stemmer end et tillægsmandat koster.

## Lokalpolitik
Slesvigsk Parti var repræsenteret i amtsrådet for det tidligere Sønderjyllands Amt med et mandat i hele amtets levetid 1970-2007. Det har valgt ikke at opstille til regionsrådsvalg i Region Syddanmark.
Siden seneste kommunalreform har partiet generelt været repræsenteret i de fire fortrinsvis sønderjyske kommuner, Sønderborg, Tønder, Aabenraa og Haderslev.
| valg | Sønderborg | Tønder | Aabenraa | Haderslev | i alt |
| 2005 | 1          | 1      | 2        | 0         | 4     |
| 2009 | 1          | 2      | 2        | 1         | 6     |
| 2013 | 3          | 3      | 2        | 1         | 9     |
| 2017 | 5          | 2      | 2        | 1         | 10    |
| 2021 | 3          | 4      | 2        | 1         | 10    |

Siden 1. januar 2022 har partiet haft borgmesterposten i Tønder med Jørgen Popp Petersen som borgmester.

## Formænd for Slesvigsk Parti
Listen er ikke komplet
- Johannes Schmidt (1920 – 1935)
- Jens Nikolaisen Møller (1939 – 1943)[4]

- Hans Christian Jepsen (1983 – 1991)
- Peter Bieling (1991 – 1999)[5]
- Gerhard Mammen (1999 – 2010)
- Marit Jessen Rüdiger (2010 – 2012)[6]
- Carsten Leth Schmidt (2012 – 2022)[7]
- Rainer Naujeck (2022 – nu)[4]